# Хиберниан
«Хибе́рниан» (англ. Hibernian Football Club, английское произношение: [hɪˈbɜːrniən]) — шотландский профессиональный футбольный клуб из района Эдинбурга Лит. Основан в 1875 году католическим священником каноником Эдвардом Ханноном и первоначально предназначался для членов ирландской иммигрантской общины (откуда название, происходящее от латинского наименования Ирландии — Hibernia).

## Символы
Традиционными цветами «Хиберниана» считаются зелёный и белый, что является отсылкой к ирландским корням. По той же причине на современной эмблеме клуба изображена ирландская арфа, а также герб Лита — района Эдинбурга, с которым неразрывно связана история команды, и Эдинбургский замок — символ города. Эта эмблема остаётся неизменной с 2000 года. Маскот клуба — антропоморфная рысь «Sunshine the Leith Lynx». Песня шотландской группы The Proclaimers Sunshine on Leith считается неофициальным гимном «Хибс».

### Эмблема

1875—1950
1989—2000
2000—н. в.

Первой эмблемой клуба служила ирландская арфа, изображение которой располагалось на первых игровых футболках слева на груди. Отношение к ирландской общине подчёркивал и девиз команды — «Ирландия навсегда» (англ. Erin Go Bragh). Правда эта эмблема пропала с формы футболистов уже в следующем году и больше там не появлялась, а изображение арфы осталось только на клубном стадионе «Истер Роуд». Окончательно от неё отказались в 1950-х годах из-за опасений обвинений в сектантстве и поддержки ирландского сепаратизма. При этом «Хиберниан» использовал различные символы для своего обозначения, например чертополох с аббревиатурой HFC или герб Эдинбурга с футбольным мячом и названием клуба.
Впервые за долгое время эмблема появилась на форме футболистов в сезоне 1979/80. Это был футбольный мяч, украшенный лавровым венком и короной. По одной из версий эта эмблема была вдохновлена эмблемой «Реал Мадрида». Изначально будучи довольно простой постепенно она обрастала деталями и становилась всё сложнее. Использование короны впоследствии способствовало смене логотипа, т.к. в начале 1980-х клубу указали на необходимость разрешения на использования этого символа.
В 1979 году владельцем «Хиберниана» стал Дэвид Дафф и решил, что команде необходим ребрендинг на фоне развития коммерческой составляющей футбола и формирования идеи отличительного стиля разных клубов. По итогам конкурса была выбрана новая эмблема, получившая снисходительное прозвище «Значок планеты Сатурн» (англ. Planet Saturn badge) из-за своего внешнего вида. Эта эмблема не вызвала восторга среди фанатов и по их мнению не отражала исторических корней «Хибс».
Современная эмблема клуба появилась в самом начале XX века в честь празднования 125-летия «Хиберниана» и была выбрана из множества предложений болельщиков.

### Форма
Первый комплект формы «Хибс» представлял собой белую футболку с изображением арфы на груди и белые брюки с зелёными полосками. Уже через год «Хиберниан» играл в форме в горизонтальную зелёно-белую полоску, без эмблемы, но с аббревиатурой HFC на груди. Эта форма была похожа на форму соседей из «Хартс» и возможно была пошита в том же месте. В 1879 году клуб отказался от использования полосатой формы и начал играть в полностью зелёных футболках и, как правило, белых шортах. С тех пор именно такое сочетанием считается классической домашней формой «Хибс». В 1930-е годы клуб добавил белые рукава, подражая форме лондонского «Арсенала», и с тех пор менялись лишь оттенки и детали формы. Гостевая форма «Хибс» традиционно белого цвета.
В 1977 году на форме «Хиберниана» появилось название спонсора клуба, компании «Bukta». Эта была первая форма со спонсорским логотипом в Великобритании и из-за этого матчи «Хибс» даже отказывались транслировать по телевидению. Специально для таких игр была создана резервная, фиолетовая, форма без спонсорского названия. С тех пор фиолетовый цвет периодически появляется на резервной форме клуба. Другие популярные цвета третьего комплекта формы: жёлтый и чёрный.

#### Домашняя
| 2010/11 | 2011/12 | 2012/13 | 2013/14 | 2014/15 | 2015/16 | 2016/17 | 2017/18 | 2018/19 | 2019/20 | 2020/21 |
| 2021/22 | 2022/23 | 2023/24 | 2024/25 |         |         |         |         |         |         |         |

#### Гостевая
| 2010/11 | 2011/12 | 2012/13 | 2013/14 | 2014/15 | 2015/16 | 2016/17 | 2017/18 | 2018/19 | 2019/20 | 2020/21 |
| 2021/22 | 2022/23 | 2023/24 | 2024/25 |         |         |         |         |         |         |         |

#### Резервная
| 2010/11 | 2011/12 | 2012/13 | 2018/19 | 2019/20 | 2020/21 | 2021/22 | 2022/23 | 2023/24 |

Источники:,

## Стадион
Домашней ареной клуба является стадион «Истер Роуд», построенный в 1892 году в городе Лит, ныне районе Эдинбурга. Максимальная вместимость арены — 20 500 человек. Рекорд посещаемости стадиона установлен 2 января 1950 года на рождественском дерби против «Хартса» — 65 860 человек собралось на трибунах. Среди болельщиков клуба стадион получил прозвище «Лит Сан Сиро» в честь стадиона «Сан-Сиро» в Милане. Это один из первых стадионов в Великобритании, который был оборудован мачтами освещения и системой подогрева поля. Так же на Истер Роуд впервые в Шотландии была установлена и использована система видео помощи арбитрам VAR.
Первым домашним полем команды была одна из многочисленных лужаек эдинбургского парка Медоус, где тогда играли многие местные команды. Именно из-за этого вскоре клуб переехал и в течение нескольких лет проводил свои домашние матчи на различных площадках в Эдинбурге: «Ньюингтон» и «Паудерхолл». Проследить точное место проведения домашних матчей в первые годы существования клуба сложно ввиду того, что часто одна и та же площадка в разных случаях могла обозначаться названием района, улицы, парка или собственным названием. Например «Ньюингтон», «Мейфилд Парк» и «Кроферд Роуд» — обозначение одного и того же поля.
В 1880 году клуб арендовал землю в районе улицы «Истер Роуд», между Литом и Коугейтом и построил новый стадион, который получил название «Хиберниан Парк» и имел две трибуны. Именно на этом стадионе "Хиберниан выиграл матч за звание «Чемпионов мира» против «Престон Норт Энд». Примечательно, что впоследствии стадион «Истер Роуд» был построен буквально за железнодорожными путями от «Хиберниан Парка», а тогда это место использовалось как поле для крикета и иногда там играли молодёжные команды «Хибс». Но в 1890 году в связи с кризисом в команде «Хиберниан» не смог продлить аренду стадиона, территория которого была отдана под городскую застройку. В течение некоторого времени клуб с переменным успехом пытался арендовать новое поле, проводил редкие матчи на разных городских площадках, а также под именем «Лит Хиберниан» играл на «Логи Грин».
В 1893 году «Хиберниан» вернулся на футбольную карту Эдинбурга и арендовал землю неподалёку от старого «Хиберниан Парк», но теперь уже непосредственно на территории Лита, где проживало много болельщиков клуба. Первая игра на новом стадионе прошла в феврале 1893 года против «Клайда». Долгое время «Хиберниан» оставался в подвешенном положение, опасаясь, что новый стадион так же рано или поздно окажется застроен городом, но в 1922 году был заключён новый арендный договор и проведены ремонтные работы, включавшие выравнивание поля и строительство новых трибун.
До сих пор точно не известно, когда стадион получил своё нынешнее название. При том, что уже в 1900-е годы стадион называли «Истер Роуд Парк», ещё в 1942 году встречалось название «Хиберниан Парк», по аналогии со старым «Хиберниан Парк», но уже с 1920-х стадион как правило называют его нынешним названием — «Истер Роуд», по названию улицы, на которой он расположен.

### Тренировочный центр
В 2006 году клуб объявил о планах постройки собственного тренировочного центра. Для этих целей за 636 тысяч фунтов была выкуплена территория в 32 акра рядом с деревней Орнистон в Восточной Лотиане. База была открыта в 2007 году и её строительство обошлось в 4,9 миллиона фунтов. В центре имеется пять полноразмерных травяных футбольных поля и одно поле с синтетическим покрытием, а также синтетическое поле в манеже. Кроме того, база оборудована тренажёрным залом, медицинским кабинетом, бассейном, зоной отдыха, столовой, административными помещениями и конференц-залом. На полях тренировочного центра свои домашние матчи проводят молодёжная и юношеская команды клуба.

## В культуре
Футбольный клуб и его болельщики фигурируют в произведениях шотландского писателя Ирвина Уэлша. В самом известном романе писателя — «На игле», за «Хибс» болеют многие персонажи, кроме того клуб часто упоминается в диалогах героев. В завершающей новелле книги «Кислотный Дом» этого же писателя главный герой является членом хулиганской банды «Хибс» «CCS». Участие «Хиберниана» в финалах Кубка Шотландии 2012 и 2016 годов описано в романах Уэлша «Хорошая Поездка» и «Брюки Мертвеца». Также клуб упоминается в серии детективных романов Иэна Рэнкина «Инспектор Ребус» — болельщицей «Хиберниана» является друг и партнёр главного героя, сержант Шивон Кларк. Ряд книг посвящён истории клуба и биографии его известных игроков — «Герои Хибс», «Есть только один Созе», «Жизнь и время последней минуты Райли», «Команда мечты Хиберниана Пэта Стентона», «Гордон Смит», «Игра в новогоднюю ночь».
В экранизации романа «На Игле» соответственно появляется множество отсылок на симпатии героев «Хиберниану». Бегби играет в футбол в клубной футболке, а в спальне Рентона висят множество плакатов и фотографий «Хибс». В одной из сцен фильма герои хотят посмотреть кассету со 100 лучшими голами «Хиберниана». Клуб упоминается и в продолжении фильма, «На игле 2» — главные герои фильма вспоминают сто лучшие голов «Хиберниана», игру «Великопной Пятёрки» и Джорджа Беста в составе их любимого команды. В телесериале «Ребус» болельщиком «Хибс» становится главный герой, инспектор Джон Ребус. В то время как в оригинальном романе он болел за «Райт Роверс» в телеадаптации его сделали поклонником «Хибс» в связи с большей известностью и популярностью эдинбургского клуба. В фантастическом триллере «Побудь в моей шкуре» среди жертв героини Скарлетт Йоханссон оказывается молодой человек в игровой футболке «Хибс» сезона 2011/12.
В 1999 году «Хиберниан» появился в рекламе британской телекоммуникационной компании «BT». По сюжету ролика главный герой фильма «Инопланетянин» «ET» празднует победу «Хибс» в клубной футболке посреди семьи болельщиков «Хартса». Несмотря на то, что в рекламе отсутствуют логотипы команд, цвета футболок и трансляция гола плеймейкера «Хиберниана» Рассела Латапи в ворота «Хартса» делают отсылку довольно очевидной.
Клубный гимн, «Glory, glory to the Hibees» в 1950-х написал и исполнил шотландский комик Гектор Никол. Стадион «Хибс» «Истер Роуд» упоминается в песне Lucky шотландского певца Дерека Уильма Дика, более известного под псевдонимом «Фиш». Так же стадион фигурирует в песне Edina шотландского исполнителя «Blue Rose Code».Клуб упоминается в творчестве верных поклонников «Хибс», братьев Ред, основателей группы The Proclaimers. Так в песне Cap in Hand встречается отсылка на вратаря Энди Горама, а в песне Joyful Kilmarnock Blues лирический герой едет в Килмранок на матч «Хиберниана». Композиция группы Sunshine on Leith стала неофициальным гимном клуба после того её активно использовали в 1980-х годах во время кампании «Руки прочь от Хибс». В 1998 году на лейбле «Cherry Red» вышел сборник песен посвящённых клубу, включающий в себя композиции Гектора Никола и The Proclaimers, песни записанные шотландскими исполнителями Колином Чизхолмом, Кирсти Байрд и другими.
В популярной компьютерной игре «GTA: San Andreas» основные враждующий банды обозначены зелёным и бордовым цветами. Согласно фанатской теории эти цвета для банд были позаимствованы у двух эдинбургских команд и непримиримых соперников в лице «Хибс» и «Хартс». В пользу этой теории говорит то, что разработкой серии игр GTA занимается именно эдинбургский офис компании Rockstar и в играх присутствуют другие, более очевидные футбольные отсылки. Официально эта информация никогда не подтверждалась.

## Болельщики
Насыщенная история клуба способствовала формированию вокруг него большой фан-базы, в том числе в Ирландии и среди ирландской диаспоры. Тем не менее сейчас «Хиберниан» позиционирует себя как клуб, открытый для всех и представляющий в первую очередь местное сообщество, включающее в себя всех жителей Эдинбурга и Лита. В сезоне 2022/23 «Хиберниан» занимает четвёртое место в лиге по средней посещаемости домашних матчей. Фан-клубы «Хибс» существуют во многих странах мира — Австралии, Италии, Ирландии, Швеции, Англии. Объединение болельщиков «Hibernian supporters» так же владеет 15.4% акций команды и планирует, при возможности, прибрести контрольный пакет акций.
Спорную репутацию заработали болельщики «Хиберниана» в эпоху расцвета футбольного хулиганизма в Великобритании. Фирма «CCS» была одной из самых активных в стране и широко известна за её пределами, постоянно попадая на страницы газет после драк. Её деятельности посвящён ряд книг и телепередач, а отсылки на деятельности банды можно найти в книгах Ирвина Уэлша. Сейчас организованной поддержкой клуба на стадион занимаются различные ультрас группы, которые отвечают за хоровое пение и красочные перформансы на матчах. Одна из них это «Block seven», заменившая на трибунах «Since 1875», ещё ранее активной поддержкой клуба занималась «Sect 43». Хоровое исполнение болельщиками неофициального клубного гимна «Sunshine on Leith» часто попадает в рейтинги лучших стадионных песен.

### Известные болельщики
- Ирвин Уэлш[38] — уроженец Лита, шотландский писатель, драматург, сценарист, автор нашумевшего романа «На игле». Некоторые персонажи его книг так же болеют за «Хиберниан», а их прототипами были футбольные хулиганы «Хибс» из банды CCS[39].
- Гордон Стракан - шотландский футболист, бывший игрок национальной сборной и «Манчестер Юнайтед». Вырос в Эдинбурге и с детства болел за «Хиберниан»[40], а в 1989 году поддерживал кампанию против слияния «Хибс» и «Хартс».
- Энди и Джейми Маррей[38][41][42] — братья, профессиональные теннисисты. Энди — бывшая первая ракетка мира в одиночном разряде и единственный двукратный олимпийский чемпион в одиночном разряде. Джейми — бывшая первая ракетка в парном разряде. В молодёжной команде «Хиберниана» в 1950-х  играл дедушка теннисов, Рой Эрскин.
- Чарли и Крейг Ред[38] — братья-близнецы, основатели шотландской поп-рок группы The Proclaimers, авторы неофициального клубного гимна, песни «Sunshine On Leith».
- Скотт Дугрей[38] — шотландский актёр, известный по ролям в таких фильмах как Миссия Невыполнима 2, Хитман и 7 дней и ночей с Мэрилин. Актёр болеет за «Хиберниан» с детства, как и его отец. Любимый футболист Скота — Джон Браунли. Однажды, придя в кинотеатр на премьеру фильма Энигма, в котором снялся актёр, он уже через 15 минут сбежал в соседний паб смотреть матч против «Рейнджерс».[43]
- Джош Тейлор[44] — профессиональный боксёр, бывший абсолютный чемпион мира и обладатель ряда престижных титулов. Джош мечтает однажды провести титульный бой на «Истер Роуд».[45]
- Дерек Дик[38] — певец, поэт и актёр, вокалист и автор текстов прогрессив-металл группы Marillion, известный под псевдонимом Fish. Стадион Истер Роуд упоминается в его песне «Lucky» с альбома Internal Exile.[46]
- Малькольм Росс[38][47] — музыкант, гитарист, бывший гитарист известных постпанк групп Josef K и Orange Juice.

## Выступления в еврокубках
| Сезон   | Турнир                      | Раунд                         | Соперник               | Дома   | В гостях | Общий счёт |  |
| 1955/56 | Кубок европейских чемпионов | Первый раунд                  | Рот-Вайсс              | 1:1    | 4:0      | 5:1        |  |
| 1955/56 | Кубок европейских чемпионов | 1/4 финала                    | Юргорден               | 1:0    | 3:1      | 4:1        |  |
| 1955/56 | Кубок европейских чемпионов | 1/2 финала                    | Реймс                  | 0:2    | 0:1      | 0:3        |  |
| 1960/61 | Кубок ярмарок               | Первый раунд                  | Лозанна                | отказ  | отказ    | w/o        |  |
| 1960/61 | Кубок ярмарок               | 1/4 финала                    | Барселона              | 3:2    | 4:4      | 7:6        |  |
| 1960/61 | Кубок ярмарок               | 1/2 финала                    | Рома                   | 2:2    | 3:3      | 5:50:6     |  |
| 1961/62 | Кубок ярмарок               | Первый раунд                  | Белененсеш             | 3:3    | 3:1      | 6:4        |  |
| 1961/62 | Кубок ярмарок               | Второй раунд                  | Црвена звезда          | 0:1    | 0:4      | 0:5        |  |
| 1962/63 | Кубок ярмарок               | Первый раунд                  | Копенгаген             | 4:0    | 3:2      | 7:2        |  |
| 1962/63 | Кубок ярмарок               | Второй раунд                  | Утрехт                 | 2:1    | 1:0      | 3:1        |  |
| 1962/63 | Кубок ярмарок               | 1/4 финала                    | Валенсия               | 2:1    | 0:5      | 2:6        |  |
| 1965/66 | Кубок ярмарок               | Первый раунд                  | Валенсия               | 2:0    | 0:2      | 2:20:3     |  |
| 1967/68 | Кубок ярмарок               | Первый раунд                  | Порту                  | 3:0    | 1:3      | 4:3        |  |
| 1967/68 | Кубок ярмарок               | Второй раунд                  | Наполи                 | 5:0    | 1:4      | 6:4        |  |
| 1967/68 | Кубок ярмарок               | Третий раунд                  | Лидс Юнайтед           | 1:1    | 0:1      | 1:2        |  |
| 1968/69 | Кубок ярмарок               | Первый раунд                  | Олимпия (Любляна)      | 2:1    | 3:0      | 5:1        |  |
| 1968/69 | Кубок ярмарок               | Второй раунд                  | Локомотив (Лейпциг)    | 3:1    | 1:0      | 4:1        |  |
| 1968/69 | Кубок ярмарок               | Третий раунд                  | Гамбург                | 2:1    | 0:1      | 2:2(г)     |  |
| 1970/71 | Кубок ярмарок               | Первый раунд                  | Мальмё                 | 6:0    | 3:2      | 9:2        |  |
| 1970/71 | Кубок ярмарок               | Второй раунд                  | Витория (Гимарайнш)    | 2:0    | 1:2      | 3:2        |  |
| 1970/71 | Кубок ярмарок               | Третий раунд                  | Ливерпуль              | 0:1    | 0:2      | 0:3        |  |
| 1972/73 | Кубок обладателей кубков    | Первый раунд                  | Спортинг (Лиссабон)    | 6:1    | 1:2      | 7:3        |  |
| 1972/73 | Кубок обладателей кубков    | Второй раунд                  | Беса                   | 7:1    | 1:1      | 8:2        |  |
| 1972/73 | Кубок обладателей кубков    | 1/4 финала                    | Хайдук (Сплит)         | 4:2    | 0:3      | 4:5        |  |
| 1973/74 | Кубок УЕФА                  | Первый раунд                  | Кеблавик               | 2:0    | 1:1      | 3:1        |  |
| 1973/74 | Кубок УЕФА                  | Второй раунд                  | Лидс Юнайтед           | 0:0    | 0:0      | 0:04:5     |  |
| 1974/75 | Кубок УЕФА                  | 1/32 финала                   | Русенборг              | 9:1    | 3:2      | 12:3       |  |
| 1974/75 | Кубок УЕФА                  | 1/16 финала                   | Ювентус                | 2:4    | 0:4      | 2:8        |  |
| 1975/76 | Кубок УЕФА                  | Первый раунд                  | Ливерпуль              | 1:0    | 1:3      | 2:3        |  |
| 1976/77 | Кубок УЕФА                  | Первый раунд                  | Сошо                   | 1:0    | 0:0      | 1:0        |  |
| 1976/77 | Кубок УЕФА                  | Второй раунд                  | Эстер                  | 2:0    | 1:4      | 3:4        |  |
| 1978/79 | Кубок УЕФА                  | Первый раунд                  | Норрчёпинг             | 3:2    | 0:0      | 3:2        |  |
| 1978/79 | Кубок УЕФА                  | Второй раунд                  | Страсбур               | 1:0    | 0:2      | 1:2        |  |
| 1989/90 | Кубок УЕФА                  | Первый раунд                  | Видеотон               | 1:0    | 3:0      | 4:0        |  |
| 1989/90 | Кубок УЕФА                  | Второй раунд                  | Льеж                   | 0:0    | 0:1(д)   | 0:1        |  |
| 1992/93 | Кубок УЕФА                  | Первый раунд                  | Андерлехт              | 2:2    | 1:1      | 3:3(г)     |  |
| 2001/02 | Кубок УЕФА                  | Первый раунд                  | АЕК Афины              | 3:2(д) | 0:2      | 3:4        |  |
| 2004    | Кубок Интертото             | Второй раунд                  | Ветра                  | 1:1    | 0:1      | 1:2        |  |
| 2005/06 | Кубок УЕФА                  | Первый раунд                  | Днепр (Днепропетровск) | 0:0    | 1:5      | 1:5        |  |
| 2006    | Кубок Интертото             | Второй раунд                  | Динабург               | 5:0    | 3:0      | 8:0        |  |
| 2006    | Кубок Интертото             | Третий раунд                  | Оденсе                 | 2:1    | 0:1      | 2:2(г)     |  |
| 2008    | Кубок Интертото             | Второй круг                   | Эльфсборг              | 0:2    | 0:2      | 0:4        |  |
| 2010/11 | Лига Европы УЕФА            | Третий квалификационный раунд | Марибор                | 2:3    | 0:3      | 2:6        |  |
| 2013/14 | Лига Европы УЕФА            | Второй квалификационный раунд | Мальмё                 | 0:7    | 0:2      | 0:9        |  |
| 2016/17 | Лига Европы УЕФА            | Второй квалификационный раунд | Брондбю                | 0:1    | 1:0      | 1:13:5     |  |
| 2018/19 | Лига Европы УЕФА            | Первый квалификационный раунд | НСИ                    | 6:1    | 6:4      | 12:5       |  |
| 2018/19 | Лига Европы УЕФА            | Второй квалификационный раунд | Астерас                | 3:2    | 1:1      | 4:3        |  |
| 2018/19 | Лига Европы УЕФА            | Третий квалификационный раунд | Мольде                 | 0:0    | 0:3      | 0:3        |  |

## Текущий состав и персонал

### Основной состав
| №  |                | Поз. | Имя                  | Год рождения |
| -- | -------------- | ---- | -------------------- | ------------ |
| 1  | Флаг Шотландии | Вр   | Дэвид Маршалл        | 1985         |
| 13 | Флаг Англии    | Вр   | ДжоДжо Воллакотт     | 1996         |
| 25 | Флаг Польши    | Вр   | Максимилиан Боруц    | 1996         |
| 26 | Флаг Англии    | Защ  | Райли Хартботл       | 2000         |
| 21 | Флаг Англии    | Защ  | Джордан Орбита       | 1993         |
| 5  | Флаг Англии    | Защ  | Уилл Фиш             | 2003         |
| 4  | Флаг Шотландии | Защ  | Пол Хэнлон (капитан) | 1990         |
| 33 | Флаг Бельгии   | Защ  | Роки Бушири          | 1999         |
| 16 | Флаг Шотландии | Защ  | Льюис Стивенсон      | 1998         |
| 2  | Флаг Австралии | Защ  | Льюис Миллер         | 2000         |
| 12 | Флаг Шотландии | Защ  | Крис Кадден          | 1996         |
| 6  | Флаг Уэльса    | ПЗ   | Дилан Левитт         | 2000         |
| 14 | Флаг Австралии | ПЗ   | Джеймс Джегго        | 1992         |

| №  |                 | Поз. | Имя              | Год рождения |
| -- | --------------- | ---- | ---------------- | ------------ |
| 8  | Флаг Ирландии   | ПЗ   | Джек Дойл-Хейс   | 1998         |
| 11 | Флаг Англии     | ПЗ   | Джо Ньюэлл       | 1993         |
| 32 | Флаг Шотландии  | ПЗ   | Джош Кэмпбелл    | 2000         |
| 18 | Флаг Шотландии  | ПЗ   | Юэн Хендерсон    | 2000         |
| 29 | Флаг Португалии | ПЗ   | Жаир Таварес     | 2001         |
| 28 | Флаг Бельгии    | ПЗ   | Аллан Делферье   | 2002         |
| 10 | Флаг Австралии  | ПЗ   | Мартин Бойл      | 1993         |
| 19 | Флаг Англии     | Нап  | Адам Ле Фондр    | 1986         |
| 7  | Флаг Франции    | Нап  | Эли Юан          | 1999         |
| 22 | Флаг Англии     | Нап  | Гарри Маккирди   | 1997         |
| 23 | Флаг Уэльса     | Нап  | Кристиан Дойдж   | 1992         |
| 20 | Флаг Норвегии   | Нап  | Элиас Мелькерсон | 2002         |

Источник: Hibernian official site 

### Игроки в аренде
| \| № \| \| Поз. \| Имя \| Год рождения \| \| -- \| \| ---- \| ---------------------------------- \| ------------ \| \| 31 \| \| Вр \| Мюррей Джонсон (в «Эйрдриониансе») \| 2004 \| \| — \| \| Зщ \| Кайл Маклелланд (в «Колрейне») \| 2002 \| |                        |      |                                    |              |
| № |                        | Поз. | Имя                                | Год рождения |
| 31 | Флаг Шотландии         | Вр   | Мюррей Джонсон (в «Эйрдриониансе») | 2004         |
| — | Флаг Северной Ирландии | Зщ   | Кайл Маклелланд (в «Колрейне»)     | 2002         |

### Персонал
| Должность             | Имя          |
| --------------------- | ------------ |
| Главный тренер        | Дэвид Грэй   |
| Ассистент             | Лиам Крейг   |
| Ассистент             | Эдди Мэй     |
| Тренер вратарей       | Крейг Самсон |
| Руководитель Академии | Гарэт Эванс  |

Источник: Hibernian FC 

## Молодёжная команда и академия
Согласно шотландской классификации футбольная академия «Хиберниана» входит в число 11-и элитных школ страны. Многие будущие воспитанники академии начинали в другой местной футбольной школе «Хатчинсон Вейл». Молодёжная команда (или команда развития) выступает в Резервной лиге ШПФЛ, юношеская (до 18) команда клуба играет в элитном дивизионе CAS U-18. Молодёжная команда так же принимает участие в Кубке Вызова, турнире для команд 2,3 и 4 дивизионов Шотландии. В сезоне 2022/23 молодёжная команда «Хибс» принимала участие в розыгрыше Юношеской Лиги УЕФА как действующий чемпион лиги U-18. После побед над «Мёльде» и «Нантом» команда выбыла из турнира, проиграв «Боруссии Дортмунд». Свои домашние матчи обе команды проводят на полях «Тренировочного Комплекса Хиберниана». С мая 2023 года возглавляет клубную академию бывший футболист «Хибс» и бывший главный тренер команды до 18 лет Гарет Эванс. Главный тренер команды до 18 лет — бывший капитан «Хиберниана» Даррен Макгрегор. Кроме того, в число тренеров академии входит бывший футболист «Хиберниана» Гийом Бузелин  Юношеская команда «Хиберниана» - чемпион своей лиги в сезоне 2021/22. В том же сезоне сразу пятеро игроков дебютировали за главную команду. Резервная команда - чемпион 2022/23.

### Достижения
- Молодёжный Кубок Шотландии:
  - Победитель (3): 1992, 2009, 2018
  - Финалист (2): 1990, 1991
- Лига развития ШПФЛ[61]:
  - Чемпион (3): 2008/09, 2017/18, 2021/22, 2022/23[62]
- Шотландская резервная лига:
  - Победитель (4): 1945/46, 1946/47, 1947/48, 1948/49
- Кубок шотландской резервной лиги:
  - Победитель (3): 1946/47, 1947/48, 1948/49
  - Финалист (1): 1945/46
- Дивизион C ШФЛ (Северо-восток):
  - Чемпион (1): 1949/50
  - Вице-чемпион (2): 1952/53, 1954/55
  - 3 место (2): 1950/51, 1951/52

### Выпускники
Действующий игрок клуба
| Игрок           | Клубы | Матчи |
| --------------- | --- | ----- |
| Кенни Миллер    | «Хиберниан», «Рейнджерс», «Вулверхэмптон», «Селтик», «Дерби Каунти»,«Бурсарспор», «Кардиф Сити», «Ванкувер Уайткепс», «Ливингстон», «Данди»,«Ист Файф». | 583   |
| Стивен Флетчер  | «Хиберниан», «Бёрнли», «Вулверхэмптон», «Сандерленд», «Марсель», «Шеффилд Уэнсдей», «Сток Сити».                                                        | 572   |
| Скотт Браун     | «Хиберниан», «Селтик», «Абердин». | 521   |
| Стивен Уиттакер | «Хиберниан», «Рейнджерс», «Норвич», «Данфермлин». | 434   |
| Льюис Стивенсон | «Хиберниан». | 426   |

| Игрок          | Клубы                                          | Цена на пике карьеры |
| -------------- | ---------------------------------------------- | -------------------- |
| Стивен Флетчер | См.выше                                        | 15 млн €             |
| Кенни Миллер   | См.выше                                        | 7 млн €              |
| Скотт Браун    | См.выше                                        | 6.6 млн €            |
| Джош Дойдж     | «Хиберниан», «Эллас Верона».                   | 6 млн €              |
| Кевин Томпсон  | «Хиберниан», «Рейнджерс», «Мидлсбро», «Данди». | 5 млн €              |

Источник: Transfermarkt, 

## Клубы партнёры
Летом 2022 года «Хиберниан» анонсировал начало партнёрства с другой местной командой — «Эдинбург». Оба клуба уже давно взаимодействовали неофициально, многие игроки «Хибс» играли в аренде в «Эдинбурге» (Райан Портеус, Джош Кемпбелл), в составе последних так же играет много бывших футболистов и воспитанников академии «Хиберниана». Партнёрство позволит «Хибс» отправлять в клуб Второй Лиги своих игроков для получения игровой практики, а также проводить ежегодную товарищескую игру между командами на «Медоубанк», кроме того клубы собираются сотрудничать и в сфере развития социальных инициатив. Благодаря этому соглашению в Эдинубрг смогла вернуться женская команда «Хиберниана», которая теперь проводит свои матчи на стадионе «Эдинубрга» «Медоубанк».
Другой стратегический партнёр клуба — команда американского Чемпионшипа ЮСЛ «Чарлстон Бэттери». Это сотрудничество началось в 2020 году и касается таких сфера, как развитие молодых игроков, скаутинг, операционная эффективность и взаимодействие с сообществом. Игроки обоих команд смогут проходить стажировки в «гостях» друг у друга, а скаутские системы взаимодействовать и использовать информационные ресурсы друг друга. Клубы так же планируют обмениваться информацией и знаниями в сферах маркетинга, пиара и т.д.

## Достижения
- Чемпионат Шотландии
  - Чемпион (4): 1903, 1948, 1951, 1952
- Кубок Шотландии
  - Победитель (3): 1887, 1902, 2016
  - Финалист (12): 1896, 1914, 1923, 1924, 1947, 1958, 1972, 1979, 2001, 2012, 2013, 2021
- Кубок шотландской лиги
  - Победитель (3): 1972, 1992, 2007
  - Финалист (6): 1950, 1969, 1975, 1986, 1994, 2004
- Второй дивизион (до 1975) и Первый дивизион (после 1975)
  - Победитель (5): 1894, 1895, 1933, 1981, 1999
- Летний кубок
  - Победитель (2): 1941, 1964
  - Финалист (2): 1942, 1945
- Кубок Южной лиги
  - Победитель: 1944
- Кубок Дриброут
  - Победитель (2): 1974, 1975
- Кубок коронации
  - Финалист: 1953

## Рекорды и статистика

### Игроки и тренеры
Наибольшее количество игр
|   | Игрок           | Период    | Матчи | Матчи в лиге |
| - | --------------- | --------- | ----- | ------------ |
| 1 | Гордон Смит     | 1941-1959 | 636   | 308          |
| 2 | Артур Дункан    | 1970-1984 | 626   | 449          |
| 3 | Пэт Стентон     | 1963-1976 | 617   | 400          |
| 4 | Льюис Стивенсон | 2006-н.в. | 561   | 447          |
| 5 | Пол Хенлон      | 2008-н.в. | 519   | 416          |
| 6 | Вилли Ормонд    | 1946-1961 | 506   | 354          |
| 7 | Эдди Тернбулл   | 1946-1959 | 487   | 347          |
| 8 | Питер Керр      | 1910-1926 | 483   | 442          |
| 9 | Бобби Комби     | 1941-1957 | 467   | 264          |
| 8 | Джон Халлиган   | 1920-1933 | 457   | 413          |

Источник: Fitba Stats Hibs, 
- Самый молодой дебютант: 16 лет 79 дней — Джеймс Маклюски 24 января 2004, против «Килмарнока»[65]
- Самый старый игрок: 41 год 163 дня — Джон Барридж 15 мая 1993 против «Партик Тисл»
- Самый дорогой трансфер на вход: €1 400 000 — Улисес Де ла Крус из «ЛДУ Кито»[66]
- Самый дорогой трансфер на выход: €6 600 000 — Скотт Браун в «Селтик»[67]

Лучшие бомбардиры
|   | Игрок          | Период               | Голы | Голы в лиге |
| - | -------------- | -------------------- | ---- | ----------- |
| 1 | Гордон Смит    | 1941-1959            | 303  | 126         |
| 2 | Лори Райлли    | 1946-1958            | 238  | 187         |
| 3 | Эдди Тернбулл  | 1946-1959            | 202  | 149         |
| 4 | Вилли Ормонд   | 1946-1961            | 189  | 132         |
| 5 | Джерри Бейкер  | 1957-1961, 1971-1972 | 158  | 114         |
| 6 | Джимми МакКолл | 1922-1931            | 143  | 130         |
| 7 | Бобби Джонстон | 1949-1960            | 142  | 100         |
| 8 | Кутберсон Джок | 1939-1949            | 124  | 29          |
| 9 | Джимми О’Рурк  | 1962-1974            | 122  | 81          |
| 8 | Артур Дункан   | 1970-1984            | 114  | 73          |

Источник: Fitba Stats Hibs, 
- Больше всего голов за один сезон: 46 — Лори Райлли и Джо Бейкер — сезоны 1952/53 и 1959/60[69]
- Самый молодой автор гола: 16 лет 88 дней — Джимми О'Рурк 15 декабря 1962 против «Данфермлина»[70]
- Самый старый автор гола: 38 лет 55 дней — Джимми Макколл 07 февраля 1931 против «Кауденбита»[70]

Наибольшее количество игр в качестве капитана команды
|   | Игрок      | Период    | Матчи в качестве капитана | Матчей всего |
| - | ---------- | --------- | ------------------------- | ------------ |
| 1 | Пол Хенлон | 2008-н.в. | 163                       | 519          |
| 2 | Дэвид Грей | 2014-2021 | 177                       | 187          |

Источник: Fitba Stats Hibs, 
Тренеры-рекордсмены по количеству игр
|   | Игрок           | Период    | Матчи | %побед | Достижения                         |
| - | --------------- | --------- | ----- | ------ | ---------------------------------- |
| 1 | Хью Шоу         | 1948-1961 | 604   | 51,4 % | Чемпион Шотландии 1948, 1951, 1952 |
| 2 | Ден МакМайкл    | 1901-1903 | 498   | 36,4 % |                                    |
| 3 | Вилли МакКартни | 1936-1948 | 484   | 49,5 % |                                    |
| 4 | Эдди Тернбулл   | 1971-1980 | 454   | 48,2 % | Кубок Шотландской Лиги 1973        |
| 5 | Алекс Миллер    | 1986-1996 | 453   | 38,8 % | Кубок Шотландской Лиги 1992        |

Источник: Fitba Stats Hibs, 
- Наименьшее время на посту главного тренера и количество матчей: 69 дней и 15 матчей — Франк Созе с 14 июня 2001 по 21 февраля 2002[73]

### Клуб
- Самая крупная домашняя победа: 15-1 — против «Пиблс Роверс» в Кубке Шотландии 11 февраля 1961[74]
- Самая крупная гостевая победа: 11-1 — против «Эйрдрионианс» в Чемпионате Шотландии 24 октября 1959[2]
- Самое крупное домашнее поражение: 1-9 — против «Дамбартона» в Кубке Шотландии 29 сентября 1890[2]
- Самое крупное гостевое поражение: 0-10 — против «Рейнджерс» в Чемпионате Шотландии 24 декабря 1898[2]
- Самый результативный матч: 15-1 — против «Пиблс Роверс» в Кубке Шотландии 11 февраля 1961[2]
- Самый посещаемый домашний матч: 65 860 — на матче против «Хартса» в Чемпионате Шотландии 02 февраля 1950
- Лучшая средняя посещаемость матчей: 31 567 — сезон 1951/51[75]
- Самый посещаемый матч с участием клуба: 143 570 — против «Рейнджерс» на «Хемпден Парк» 27 марта 1948

## Личные достижения футболистов «Хиберниана»
Члены Зала славы шотландского футбола
- Гордон Смит
- Лори Райлли
- Вилли Ормонд
- Эдди Тернбулл
- Джим Лейтон
- Стив Арчибальд
- Берти Олд
- Энди Горам
- Бобби Джонстон
- Ронни Симпсон
- Пэт Стентон
- Алан Раф
- Алли Маклауд
- Алан Макграу
- Джо Харпер
- Колин Стейн

Члены клубного зала славы
Клубный Зал Славы был учреждён в 2010 году в честь 135-и летия клуба при посредничестве болельщиков, бывших игроков клуба и историков.
- Бобби Комб[78]
- Джон Блэкли[78]
- Томми Янгер[78]
- Гордон Хантер[78]
- Франк Созе[78]
- Джимми О’Рурк[79]
- Кит Врайт[80]
- Вилли Ормонд[81]
- Эдди Тернбулл[81]
- Гордон Смит[81]
- Лори Райлли[81]
- Бобби Джонстон[81]
- Алан Раф[82]
- Эрик Стивенсон[82]

Сыгравшие более 50 матчей за национальную сборную
Футболисты, сыгравшие 50 и более матчей за сборную Шотландии, входят в так называемый «Почётный список игроков сборной Шотландии по футболу».
- Джим Лейтон
- Джон Коллинз
- Скот Браун
- Гэри Колдуэлл
- Алан Раф
- Джон Макгинн
- Марк Миллиган
- Улисес Де ла Крус
- Лиллебрур Юханссон
- Миксу Паателайнен
- Висс Якко
- Хорхе Кларос
- Викинтас Сливка
- Рассел Латапи
- Тони Ружье

Участники Чемпионатов Мира
- Мартин Бойл
- Джон Блэкли
- Эдди Тернбулл
- Улисес Де ла Крус
- Джейми Маккларен
- Сол Бамба

Обладатели Золотого мяча
- Джордж Бест

## Интересные факты
- Первая шотландская команда, сыгравшая при искусственном освещении[84].
- Первая шотландская команда, разместившая логотип спонсора на форме[84].
- Первая шотландская команда, установившая искусственный подогрев поля[84].
- Первая шотландская команда, установившая электронное табло[84].
- Первая шотландская команда, имевшая в своём составе сразу трёх игроков забивших более ста голов и в Шотландии и в Англии[84].
- Первый британский клуб, игравший в еврокубках[84].
- Первый британский клуб, победивший Реал Мадрид[84].
- Первый британский клуб, организовавший турне по Африке[84].